# Gmina Ujazd (Powiat Tomaszowski)
Die Gmina Ujazd ist eine Stadt-und-Land-Gemeinde (gmina miejsko-wiejska) im Powiat Tomaszowski der Woiwodschaft Łódź in Polen. Ihr Sitz ist die gleichnamige Stadt, die zum 1. Januar 2023 ihre 1870 entzogenen Stadtrechte wiedererhielt, womit die Gemeinde von einer Landgemeinde (gmina wiejska) zu einer Stadt-und-Land-Gemeinde wurde.

## Gliederung
Zur Stadt-und-Land-Gemeinde Ujazd gehören 22 Dörfer mit einem Schulzenamt:
Bielina
Bronisławów
Buków
Ciosny
Dębniak
Helenów
Józefin
Lipianki
Łominy
Maksymów
Niewiadów
Ojrzanów
Olszowa
Osiedle Niewiadów
Przesiadłów
Sangrodz
Skrzynki
Stasiolas
Ujazd
Wólka Krzykowska
Wykno
Zaosie
Weitere Ortschaften der Gemeinde sind:
Aleksandrów
Buków-Parcel
Józefów
Kolonia Dębniak
Kolonia Olszowa
Kolonia Ujazd
Konstancin
Leszczyny
Łączkowice
Marszew
Mącznik
Młynek
Niewiadów (osada)
Olszowa-Piaski
Szymanów
Teklów
Tobiasze
Władysławów
Wygoda
Zaosie-Bronisławów
Zaosie-Mącznik